# Marci Shore

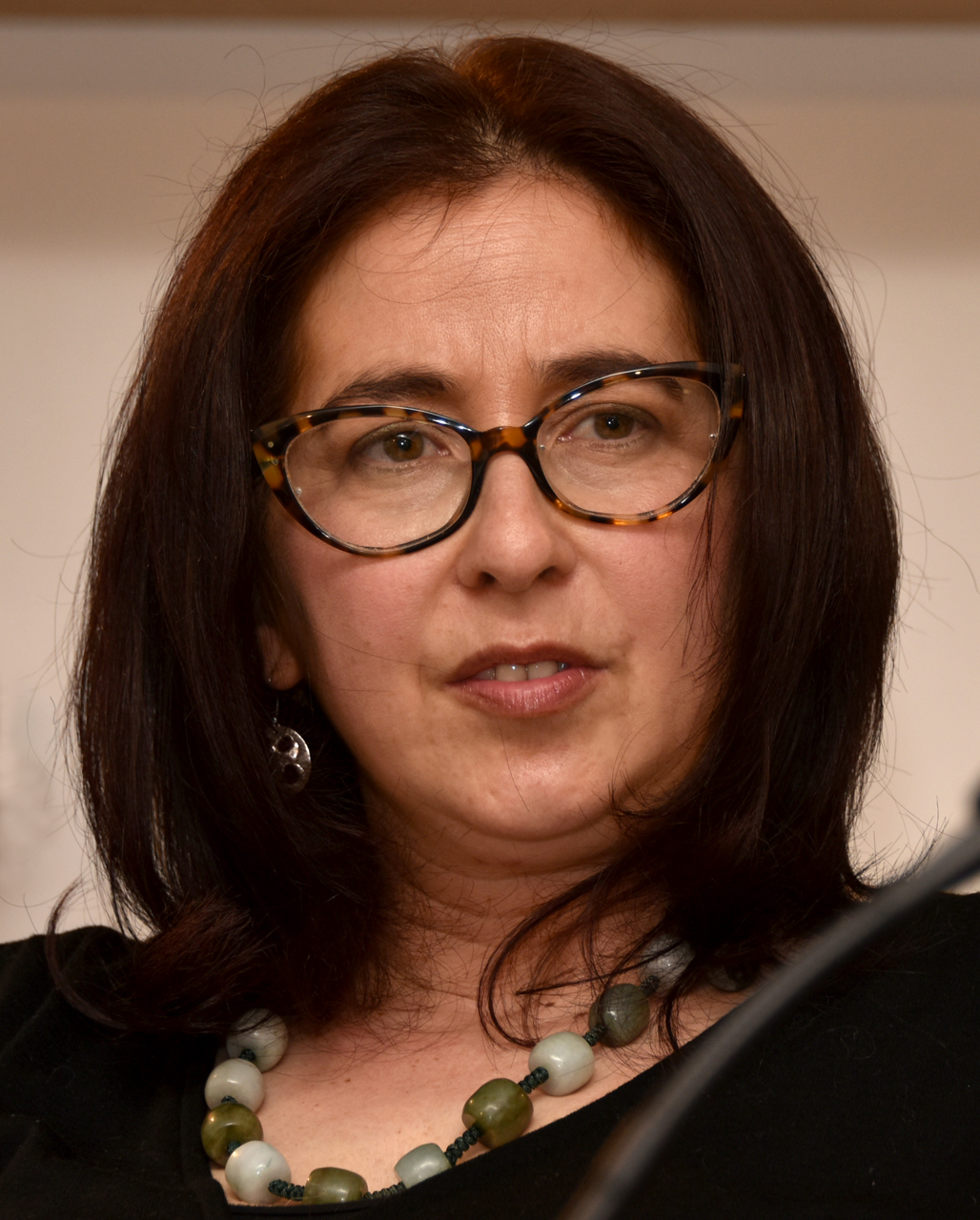
Marci Shore

Marci Lynn Shore (geboren 1972) ist eine US-amerikanische Osteuropahistorikerin.

## Leben
Marci Shore besuchte die William Allen High School in Allentown, Pennsylvania, studierte Geschichte an der Stanford University (B.A.) und an der University of Toronto, wo sie 1996 den M.A. erhielt. Als Studentin war sie 1992 erstmals in Prag. 2001 wurde sie an der Stanford University promoviert. Sie war postdoctoral fellow am Harriman Institute der Columbia University, 2002 bis 2006 Assistant Professor für  Geschichte und Jüdische Studien an der Indiana University und Gastprofessorin an der Yale University. Sie unterrichtete ab 2007 Europäische Geschichte als Associate Professor an der Yale University. Shore lehrt 2025 an der zur Universität Toronto gehörenden Munk School of Global Affairs & Public Policy, wo sie den Lehrstuhl für Europäische Geistesgeschichte innehat. Sie war 2004 als Senior Fellow an das Institut für die Wissenschaften vom Menschen in Wien eingeladen.
Shore hat zwei Bücher veröffentlicht und schreibt Rezensionen und Beiträge u. a. für Contemporary European History, The Journal of modern history, East European Politics and Societies und The Times Literary Supplement. Für ihre veröffentlichte Dissertation wurde sie mehrfach ausgezeichnet, unter anderem mit dem „Fraenkel Prize in Contemporary History“ und dem National Jewish Book Award. Sie übersetzte Michał Głowińskis autobiografische Jugenderinnerungen Czarne sezony aus der Zeit der deutschen Judenverfolgung in Polen ins Englische.
Ihr Buch Der Geschmack von Asche. Das Nachleben des Totalitarismus in Osteuropa ist ein Reisebericht durch die postkommunistischen Staaten Europas Tschechien, Polen, die Slowakei, Litauen und Rumänien, sowie durch Staaten der ehemaligen Sowjetunion. Sie fasst dabei Gespräche zusammen, die sie über zwanzig Jahre geführt hat. Der Rezensentin Katharina Bader zufolge ist das Buch keine sozialwissenschaftliche Untersuchung. In dem Buch sei auch nicht geklärt, wie  Shore den Begriff Totalitarismus definiert, den sie im Titel verwendet. Auch Jens Bisky zeigte sich in seiner Rezension in der Süddeutschen Zeitung eher enttäuscht über den Mangel an politischer Theorie. Für Jana Hensel ist die jüdische Perspektive, unter der Shore die Gespräche zusammenfasst, bemerkenswert, zumal dies eher ein Manko in der deutschen Zeitgeschichtsschreibung sei.
Shore ist mit dem Osteuropahistoriker Timothy Snyder verheiratet. Shore und Snyder gingen 2024/25, wie auch ihr Yale-Kollege Jason Stanley, unter dem Eindruck des politischen Klimas in den Vereinigten Staaten nach Toronto.
Shore erklärte, dass neben dem politischen Klima auch die Sorge um ihre Kinder und die zunehmende Waffengewalt in den USA ausschlaggebend für die Entscheidung gewesen seien. Sie habe insbesondere Angst vor einem Bürgerkrieg und der Gewalt, die sie „in der Luft spüre“. Obwohl sie bereits vor der Wahl geplant habe, Yale zu verlassen, fühle sie sich aufgrund ihres Weggangs aus den USA schuldig. Sie beschrieb ihre Situation als moralisches Dilemma, da sie das Gefühl habe, vor einer gefährlichen Entwicklung zu fliehen. Shore erklärte zudem, Toronto und die Munk School seien  „sehr attraktive Orte, selbst wenn man den amerikanischen Abstieg in den Faschismus außer Acht“ lasse. Natürlich aber habe „die amerikanische Katastrophe eine Rolle gespielt“ bei der Entscheidung.
Im April 2025 äußerte Shore scharfe Kritik an der Reaktion amerikanischer Universitäten auf Druck vonseiten der Trump-Regierung. Insbesondere kritisierte sie die Columbia University, die nach der Festnahme eines propalästinensischen Studenten schnell nachgegeben habe. Gleichzeitig würdigte sie den Widerstand einzelner Kolleginnen und Kollegen, die sich öffentlich gegen die Eingriffe stellten. Shore betonte, dass sie selbst administrative Tätigkeiten stets vermieden habe und Loyalität hauptsächlich gegenüber Studierenden und Kolleginnen und Kollegen empfinde, nicht gegenüber Institutionen an sich.

## Schriften (Auswahl)
- The Ukrainian Night: An Intimate History of Revolution. Yale University Press, New Haven 2018, ISBN 978-0-300-21868-8. (das Buch wurde in die Liste der 100 Bücher, die helfen, die Ukraine zu verstehen, aufgenommen[16])
- The Taste of Ashes: The Afterlife of Totalitarianism in Eastern Europe. New York: Crown Publishers, 2013. Paperback Reprint 2014, ISBN 978-0-307-88882-2.
  - Der Geschmack von Asche. Das Nachleben des Totalitarismus in Osteuropa. Aus dem Englischen von Andrea Stumpf. C. H. Beck, München 2014, ISBN 978-3-406-65455-8 (Print), ISBN 978-3-406-65456-5 (E-Book).
- Michal Glowinski: The Black Seasons. [Czarne sezony]. Übersetzung aus dem Polnischen von Marci Shore. Northwestern University Press, 2005.
- Caviar and Ashes: A Warsaw Generation’s Life and Death in Marxism, 1918–1968. New Haven: Yale University Press, 2006.
- Caviar and Ashes: Warsaw’s Fin-De-Siècle generation’s rendezvous with Marxism, 1918–1953. Ph. D., Stanford University, 2001.